# Невидимият университет
Невидимият университет' (на английски: Unseen University) е училище за магия, разположено в град Анкх-Морпорк във фантастичния Свят на диска, създаден от британския фентъзи писател Тери Пратчет. Университетът е съставен от в по-голяма степен побъркани и безсмислени стари магьосници и библиотекар, който е превърнат в орангутан. Мотото на университета е „Nunc Id Vides, Nunc Ne Vides“, което в превод означава „Сега го виждаш, сега не“. Основното задължение на невидимия университет е да спира развитието на магията, а не да спомага за качественото и използване, защото всеки знае, че става лошо когато някой луд магьосник/ магесник придобие достатъчно сила.

## Библиотеката
След усвояване на основите по прилагане на магии, студентите продължават обучението си в Библиотеката. Високата концентрация на магия е изкривило Библиотеката в пространство, в което посоката и разстоянието са относителни неща. Там студентите биха срещнали Библиотекарят (превърнат в орангутан след магически неуспех). След като всички магически библиотеки са разположени в това изкривено пространство, е възможно човек да влезе в библиотека в един град, а да излезе в друг.